# Севя
Севя (на шведски: Sävja) е град в източна централна Швеция, община Упсала на лен Упсала. Предградие (град-сателит) на Упсала. Разположен е в южната му част на 4 km от северния бряг на езерото Еколн. Населението на града е 9673 жители, по приблизителна оценка от декември 2017 г.